# Barbara de Loor
Barbara de Loor (ur. 26 maja 1974 w Amsterdamie) – holenderska łyżwiarka szybka, złota medalistka mistrzostw świata.

## Kariera
Największy sukces w karierze Barbara de Loor osiągnęła w 2005 roku, kiedy zdobyła złoty medal w biegu na 1000 m podczas dystansowych mistrzostw świata w Inzell. W zawodach tych wyprzedziła bezpośrednio Niemkę Anni Friesinger i swą rodaczkę, Marianne Timmer. Był to jednak jedyny medal wywalczony przez nią na międzynarodowej imprezie tej rangi. Na tych samych mistrzostwach była też czwarta w biegu na 1500 m, wynik ten uzyskując również na MŚ w Berlinie w 2003 roku i rozgrywanych rok później MŚ w Seulu. Kilkukrotnie stawała na podium zawodów Pucharu Świata, jednak nigdy nie zwyciężyła. Najlepsze wyniki osiągnęła w sezonie 2000/2001, kiedy była piąta w klasyfikacjach końcowych na 1500 i 3000/5000 m. W 1998 roku brała udział w igrzyskach olimpijskich w Nagano, zajmując czwarte miejsce na dystansie 5000 m. Walkę o medal przegrała tam z Ludmiłą Prokaszową z Kazachstanu. Na igrzyskach tych zajęła również 22. miejsce w biegu na 1500 m. Na rozgrywanych w 2006 roku igrzyskach w Turynie wystartowała tylko w biegu na 1000 m, kończąc rywalizację na szóstej pozycji. W 2006 roku zakończyła karierę.